# Phaeothecoidea eucalypti
Phaeothecoidea eucalypti är en svampart som beskrevs av Crous & Summerell 2007. Phaeothecoidea eucalypti ingår i släktet Phaeothecoidea och familjen Mycosphaerellaceae.   Inga underarter finns listade i Catalogue of Life.